# 차탈회위크

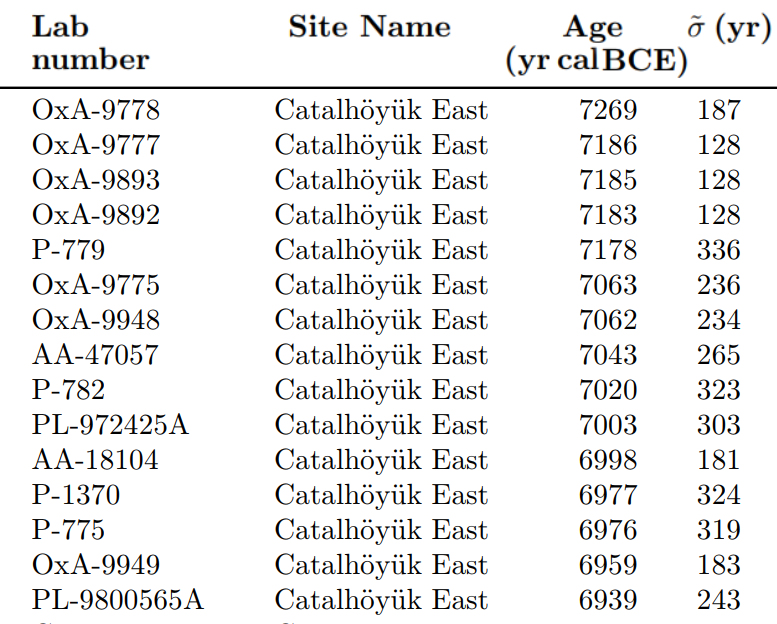
2013년 기준 차탈회위크의 탄소-14 측정 연대

차탈회위크(튀르키예어: Çatalhöyük)는 튀르키예 중앙아나톨리아 지역 콘야에 있는 신석기 시대 초기 도시 유적으로 대략 기원전 7500년에서 기원전 5700년 사이에 존재했으며 기원전 7000년에 번성했다. 2012년 유네스코 세계유산으로 지정되었다.
차탈회위크는 차탈(çatal →포크)과 회위크(höyük →언덕)가 붙어 만들어진 지명이다. 콘야를 내려다보고 있으며 하산 산으로부터 140km 떨어져 있다. 차탈회위크의 동쪽 거주지는 후기 신석기 시대에 비해 20m가량 상승했다. 차탈회위크 서쪽에는 또다른 소규모 주거지가 있고 수백 미터 동쪽에는 동로마 제국 시대에 형성된 거주지가 있다. 선사 시대 언덕 거주지는 청동기 시대 이전에 버려졌다.

## 고고학

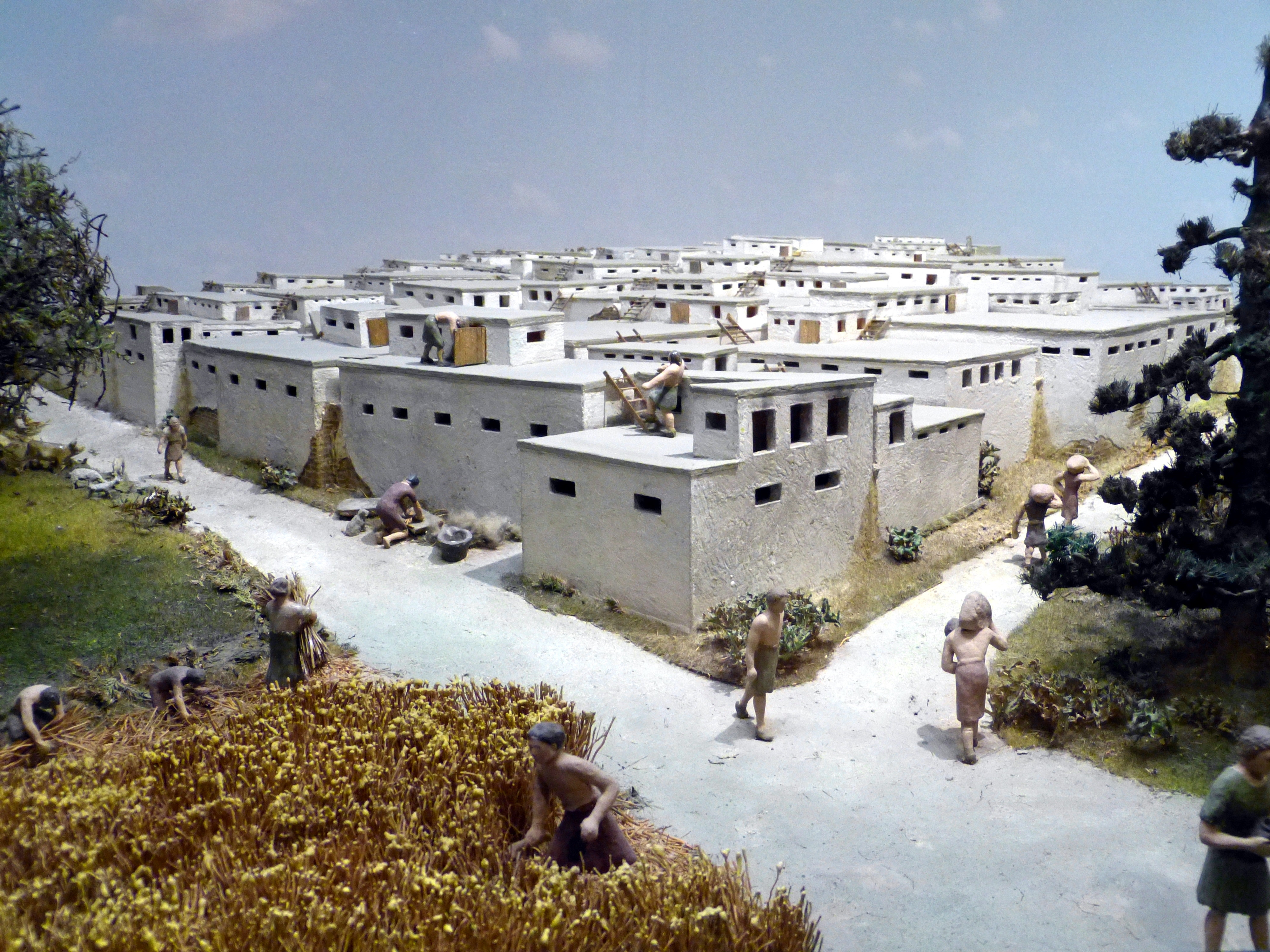
차탈회위크 신석기 정착촌 모형 (기원전 7300년)

이 유적은 1958년 제임스 멜라트에 의해 처음 발굴된 이후에 1961년부터 1965년까지 발굴했다. 유적 발굴 작업을 통해 아나톨리아 중에서 이곳이 신석기 시대에 발전한 문화의 중심지였음이 드러났다. 발굴을 통해 정착지의 다양한 단계와 역사적 시대를 나타내는 18개의 연속적인 건물 층이 드러났다. 가장 아래층은 기원전 7100년경으로 거슬러 올라가며, 후기 서쪽 언덕의 가장 위층은 기원전 5600년경으로 추정된다.
멜라트는 도락 사건(Dorak affair)에 연루되어 터키에서 추방당했는데, 그는 나중에 사라진 중요한 청동기 시대 유물이라고 주장하는 그림을 출판했다. 이 스캔들 이후 이 유적지는 1993년까지 방치되었고, 그 후 당시 케임브리지 대학교 소속의 이언 호더의 지휘 아래 발굴이 다시 시작되었다. 호더가 이끈 발굴은 2018년에 종료되었다. 멜라트의 전 제자였던 호더는 이 유적지를 자신의 논쟁적인 후기 과정주의 고고학 이론을 처음으로 '실제 세계'에 시험하는 장소로 선택했다. 이 유적지는 프로젝트의 실험적이고 반성적인 방법론적 틀에 따라 디지털 방법론과의 연계를 항상 강력하게 강조해 왔다. 미켈에 따르면, 호더의 차탈회위크 연구 프로젝트(ÇRP)는 "적응 가능하고 민주화된 기록, 컴퓨터 기술의 통합, 샘플링 전략, 그리고 지역사회 참여"라는 측면에서 진보적인 방법론의 장으로 자리매김했다.
현재 발굴은 아나돌루 대학교의 알리 우무트 튀르크잔(Ali Umut Türkcan) 교수의 지휘 아래 계속되고 있다.

## 문화

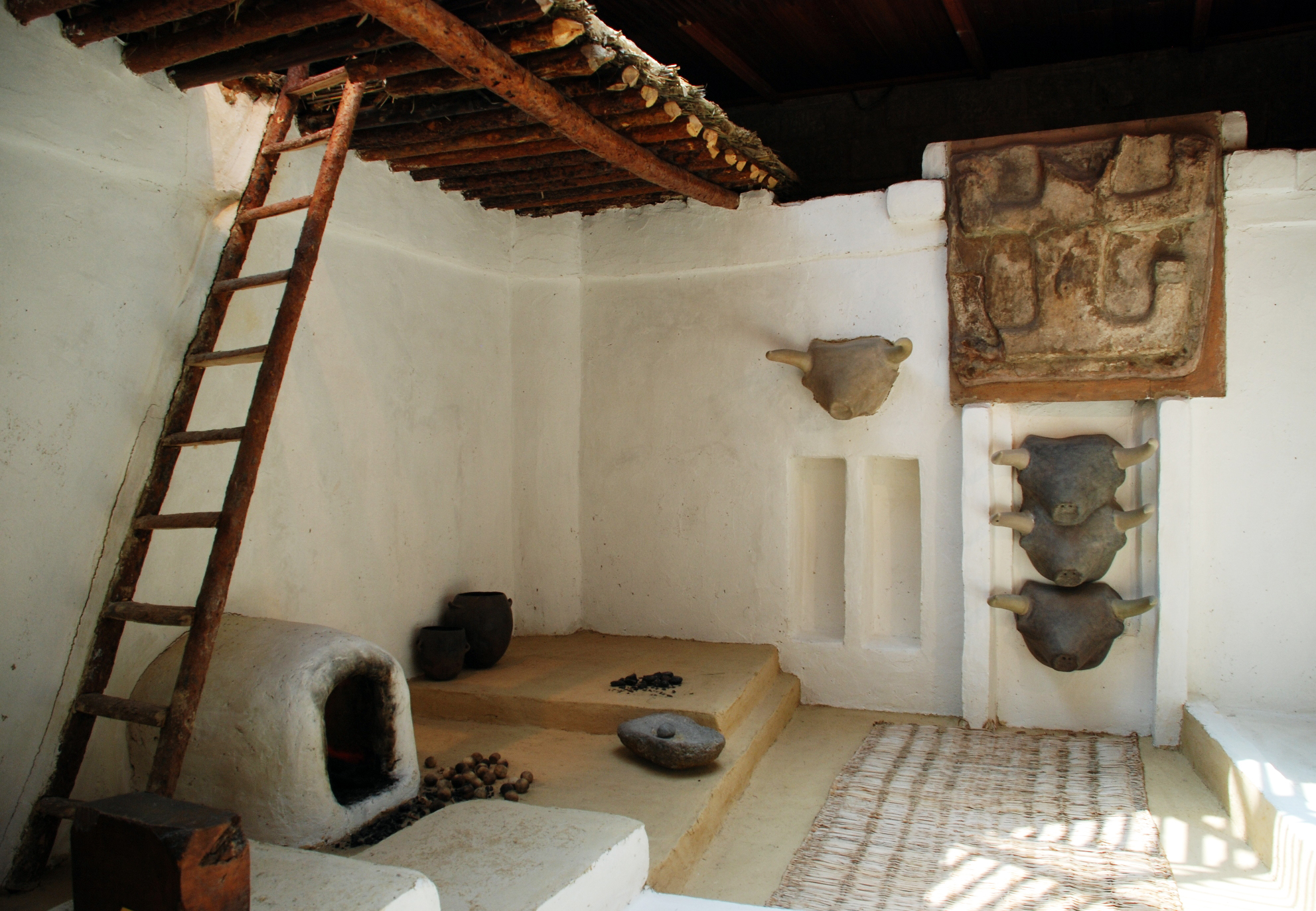
전형적인 내부 공간의 현장 복원

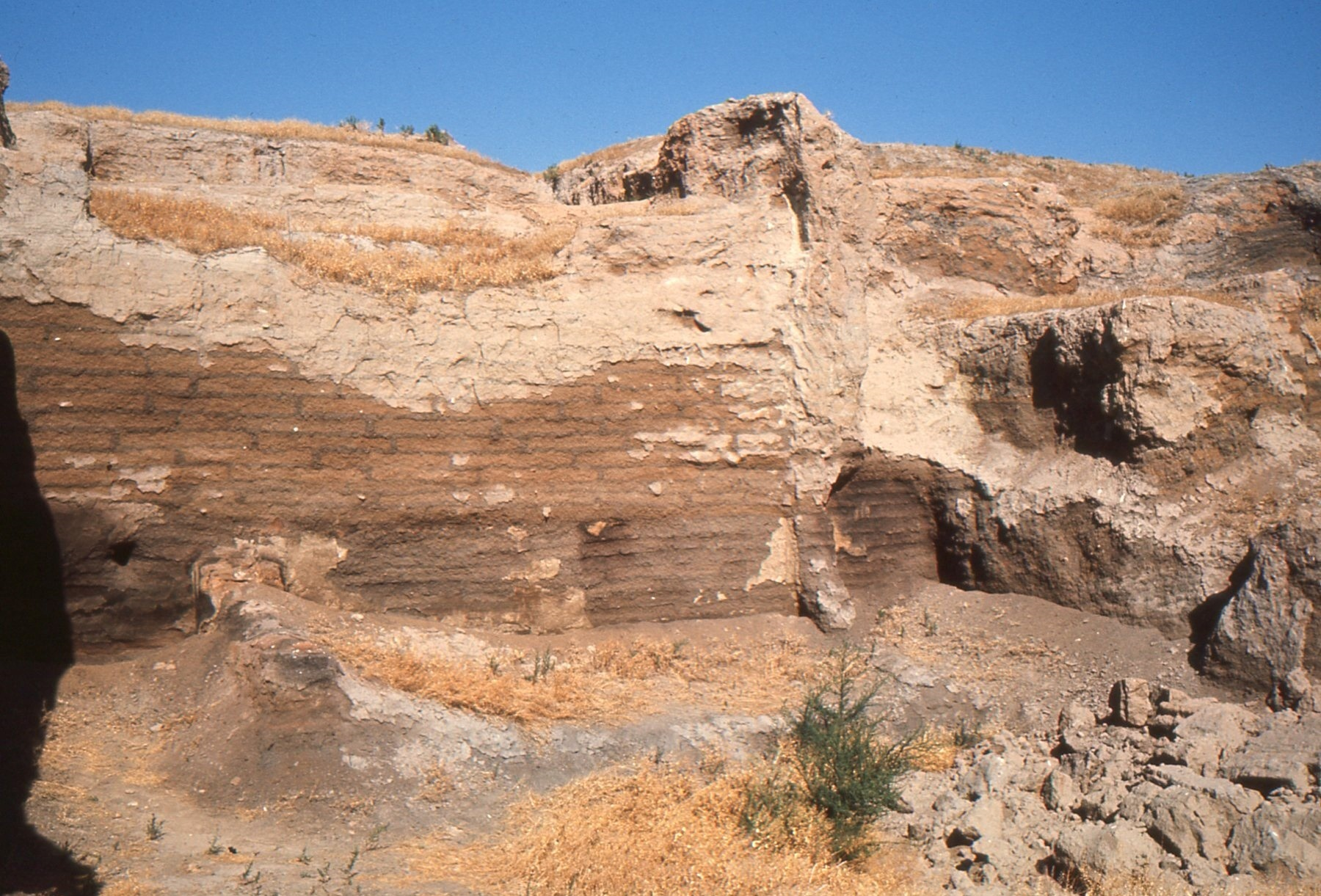
유적지의 초기 발굴 모습

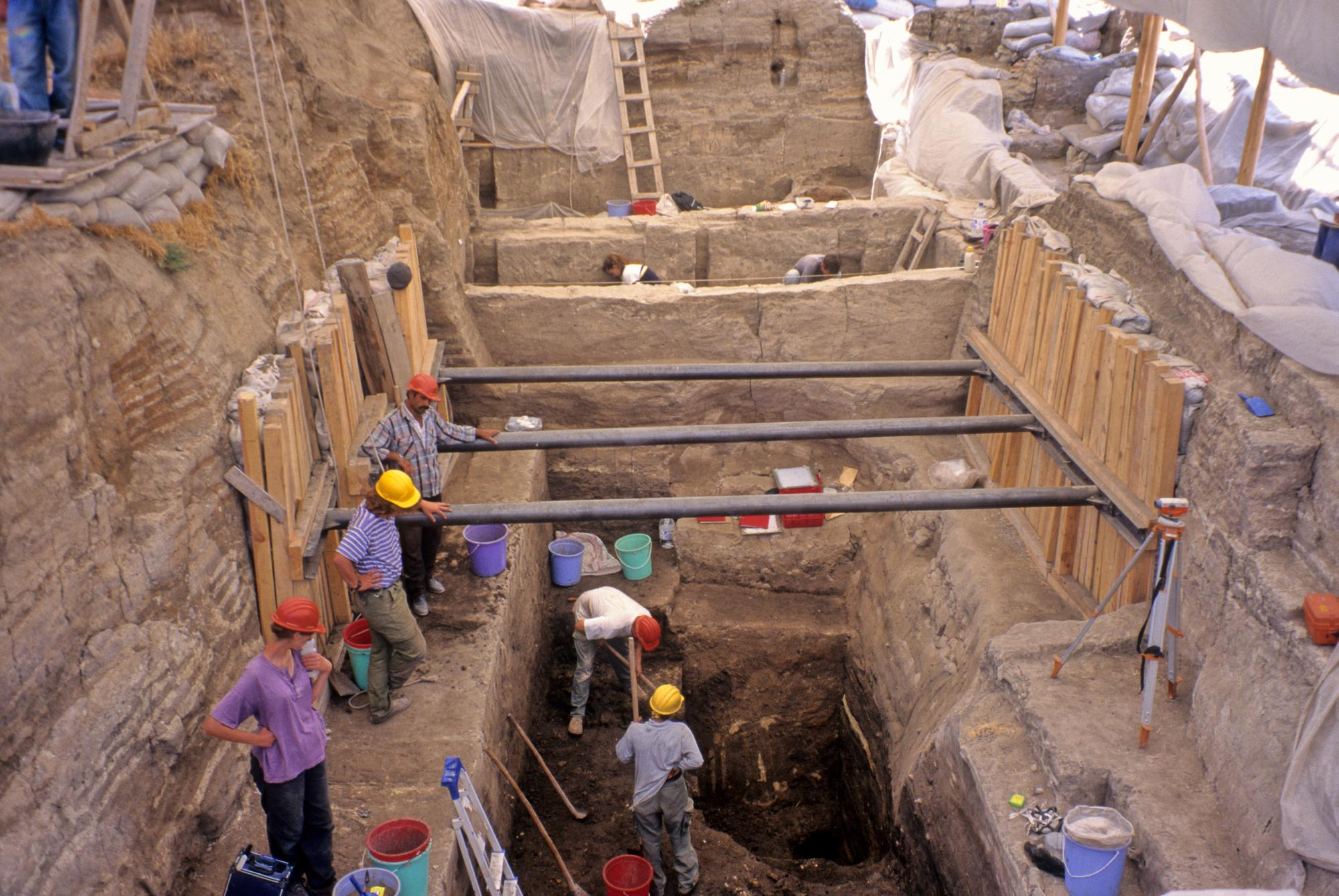
유적지 내 깊은 참호

차탈회위크는 명백한 공공 건물이 없는 주거 건물로만 이루어져 있었다. 일부 큰 방에는 상당히 화려한 벽화가 있지만, 다른 방의 용도는 불분명하다.
초기 추정치는 평균 인구를 5,000명에서 7,000명 사이로 보았다. 그러나 주거 건물 분포에 대한 수정된 개념을 사용하고 건물 사용에 대한 고고학적 및 민족지학적 데이터를 활용한 최근 연구에 따르면, 중기(기원전 6700-6500년)에는 차탈회위크 동부에 평균 600명에서 800명이 거주했을 것으로 추정된다. 2025년에 발표된 유전학 연구에 따르면, 사회 조직은 모계 거주와 모계제를 중심으로 구성된 문화에서 시작되었으며, 가구는 어머니에서 딸로 계승되었다.
유적지는 많은 건물들이 빽빽하게 모여 있는 형태로 조성되었다. 가구들은 이웃에게 도움, 교역, 그리고 자녀의 결혼을 위해 의존했다. 주민들은 진흙벽돌로 지어진 집에 벌집처럼 빽빽하게 모여 살았다. 주거지 사이에는 보도나 거리가 없었고, 대부분 천장의 구멍과 집 옆의 문을 통해 출입했으며, 문은 사다리와 계단을 통해 도달했다. 지붕은 사실상 거리 역할을 했다. 천장 구멍은 또한 환기의 유일한 통로 역할을 하여 집의 열린 불구덩이와 오븐에서 나오는 연기를 배출했다.

집에는 플라스터로 마감된 내부가 있었고, 사각형 목재 사다리나 가파른 계단을 통해 접근했다. 이들은 대개 방의 남쪽 벽에 있었고, 불구덩이와 오븐도 마찬가지였다. 주된 방에는 다양한 가사 활동에 사용되었을 것으로 보이는 높은 플랫폼이 있었다. 전형적인 집은 요리와 공예와 같은 일상 활동을 위한 두 개의 방을 포함했다. 모든 내부 벽과 플랫폼은 매끄럽게 석회칠이 되어 있었다. 보조 방은 저장 공간으로 사용되었으며, 주된 방에서 낮은 입구를 통해 접근했다.
모든 방은 매우 깨끗하게 유지되었다. 고고학자들은 건물 내에서 쓰레기를 거의 발견하지 못했고, 대신 폐허 외부에서 하수와 음식물 쓰레기뿐만 아니라 불타는 나무, 갈대, 동물 배설물에서 나온 상당량의 재를 발견했다. 날씨가 좋을 때는 많은 일상 활동이 지붕 위에서 이루어졌을 수도 있으며, 지붕들이 광장을 형성했을 수도 있다. 후기에는 이 지붕 위에 큰 공동 오븐이 지어진 것으로 보인다. 시간이 지남에 따라 집들은 부분적으로 철거되고 잔해 위에 재건되면서, 언덕이 점진적으로 형성되었다. 최대 18개 층의 거주지가 발견되었다.
의례 생활의 일환으로 차탈회위크 사람들은 죽은 자를 마을 안에 묻었다. 인골은 바닥 아래, 특히 불구덩이, 주된 방 안의 플랫폼, 그리고 침대 아래에서 발견되었다. 시신은 매장 전에 몸을 웅크린 자세로 만들고, 종종 바구니에 넣거나 갈대 매트에 싸서 묶었다. 일부 무덤에서 발견된 해체된 뼈들은 시신이 뼈가 수집되어 매장되기 전에 일정 기간 동안 외부에 노출되었을 수도 있음을 시사한다. 어떤 경우에는 무덤이 훼손되어 개인의 머리가 골격에서 분리되기도 했다. 이 머리들은 의례에 사용되었을 수 있으며, 일부는 공동체의 다른 지역에서 발견되었다. 여성의 무덤에서는 가락바퀴가 발견되었고, 남성의 무덤에서는 돌도끼가 발견되었다. 일부 두개골은 황토색으로 칠해져 얼굴을 재현했는데, 이는 인근 지역보다는 시리아의 신석기 유적지나 신석기 시대 예리코에서 더 특징적인 관습이었다.

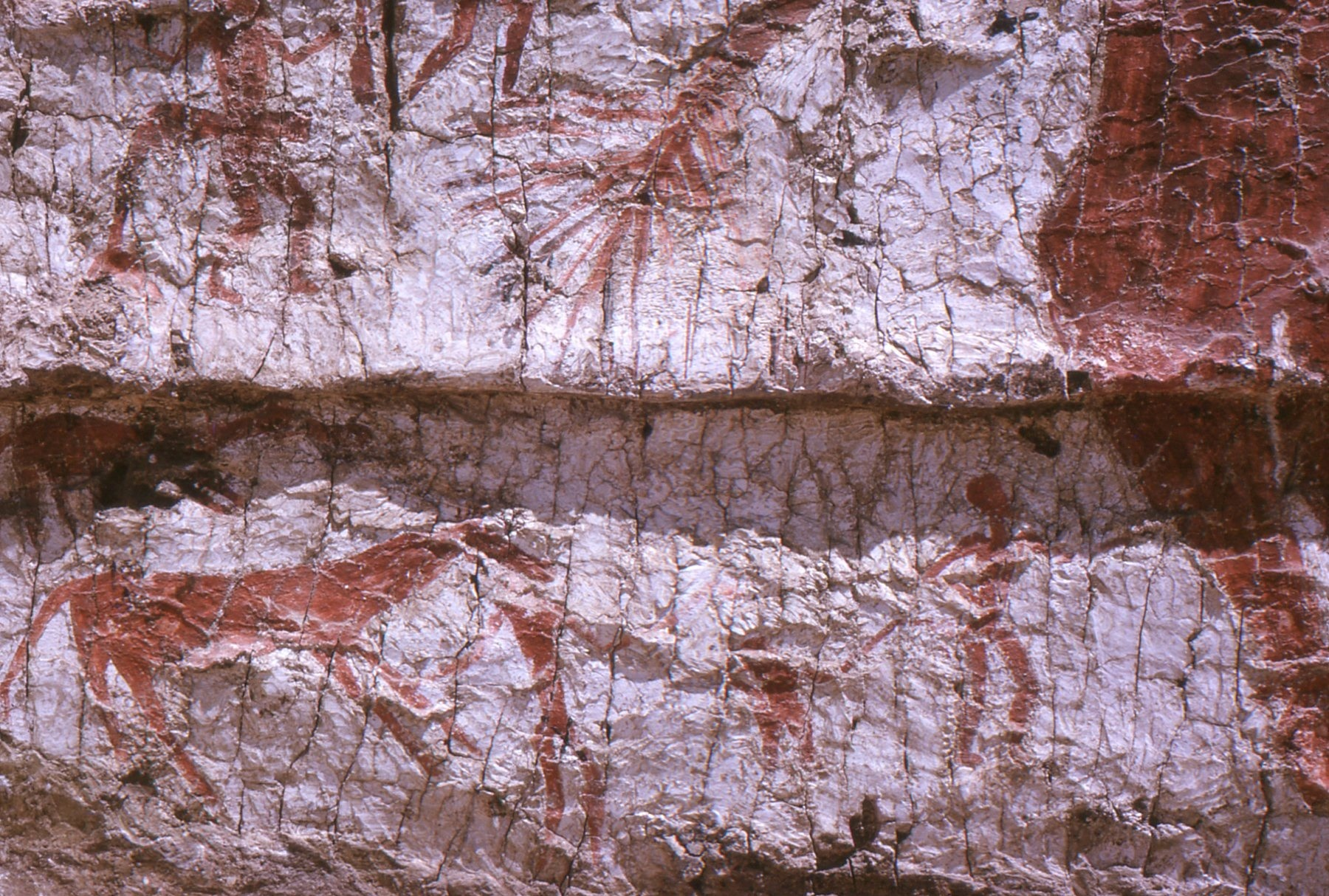
오록스 뒷부분, 사슴, 사냥꾼을 묘사한 벽화의 세부

화려한 벽화와 입상이 정착지 내부 및 외부 벽 곳곳에서 발견된다. 특히 차탈회위크의 앉아 있는 여인상과 같은 독특한 여성 점토 입상이 유적지의 상위층에서 발견되었다. 식별 가능한 사원은 발견되지 않았지만, 무덤, 벽화, 입상들은 차탈회위크 사람들이 상징이 풍부한 종교를 가지고 있었음을 시사한다. 이러한 유물이 집중된 방은 성지나 공공 회의 장소였을 수 있다. 지배적인 이미지로는 발기된 남성, 사냥 장면, 현재 멸종된 오록스(야생 소)와 수사슴의 붉은 이미지, 그리고 머리 없는 인물 위로 급강하하는 독수리 등이 있다. 사자 암컷이 서로 마주보고 있는 것과 같은 부조상도 벽에 새겨져 있다.
동물, 특히 소의 머리가 벽에 걸려 있었다. 하산 다으 쌍둥이 산봉우리를 배경으로 한 마을의 그림은 종종 세계에서 가장 오래된 지도이자 최초의 경관 그림으로 인용된다. 그러나 일부 고고학자들은 이 해석에 의문을 제기한다. 예를 들어, 스테파니 미스(Stephanie Meece)는 화산보다는 표범 가죽을 그린 것일 가능성이 더 높고, 지도가 아닌 장식적인 기하학적 문양일 가능성이 높다고 주장한다.

## 종교

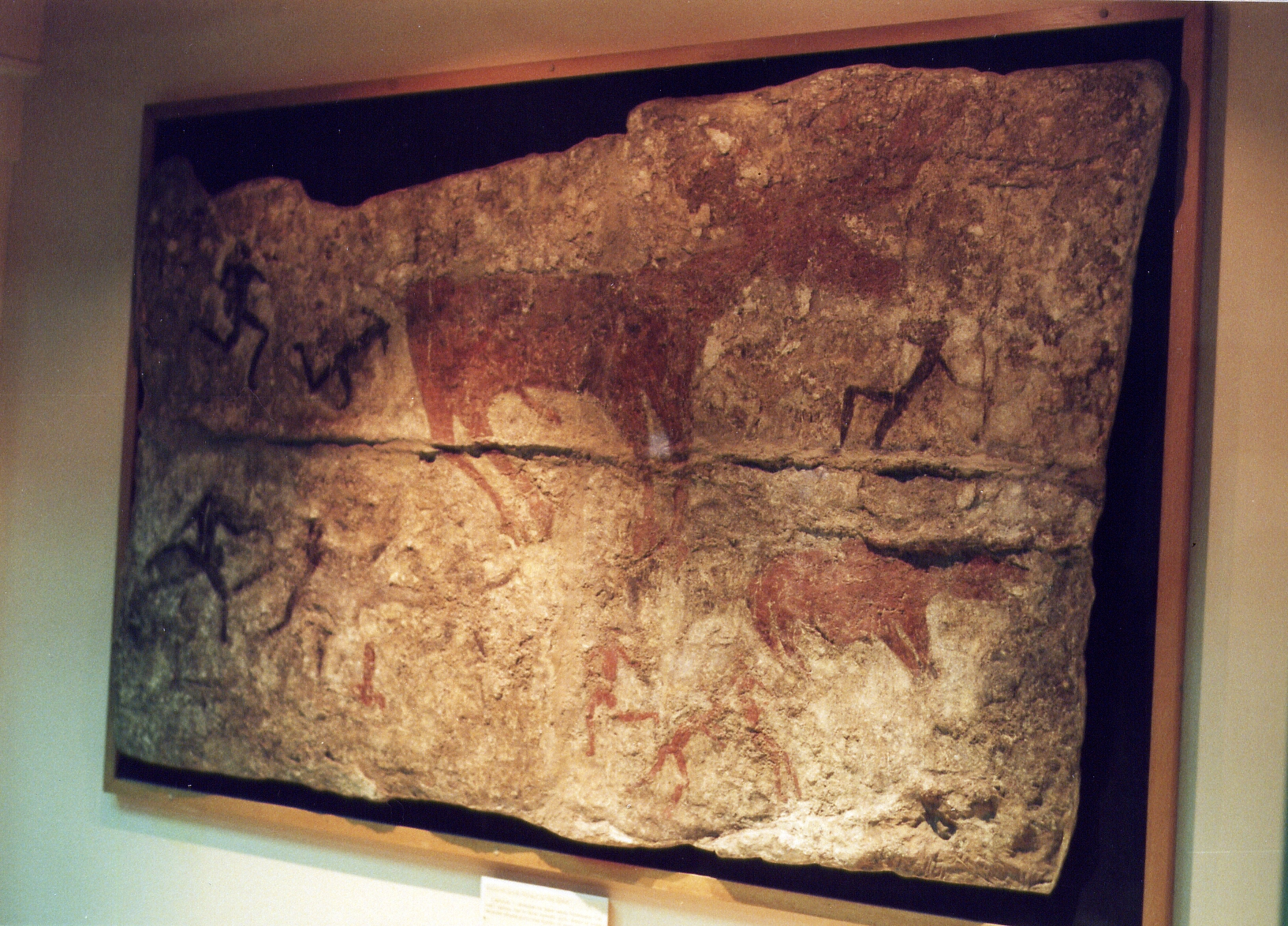
아나톨리아 문명 박물관 벽화

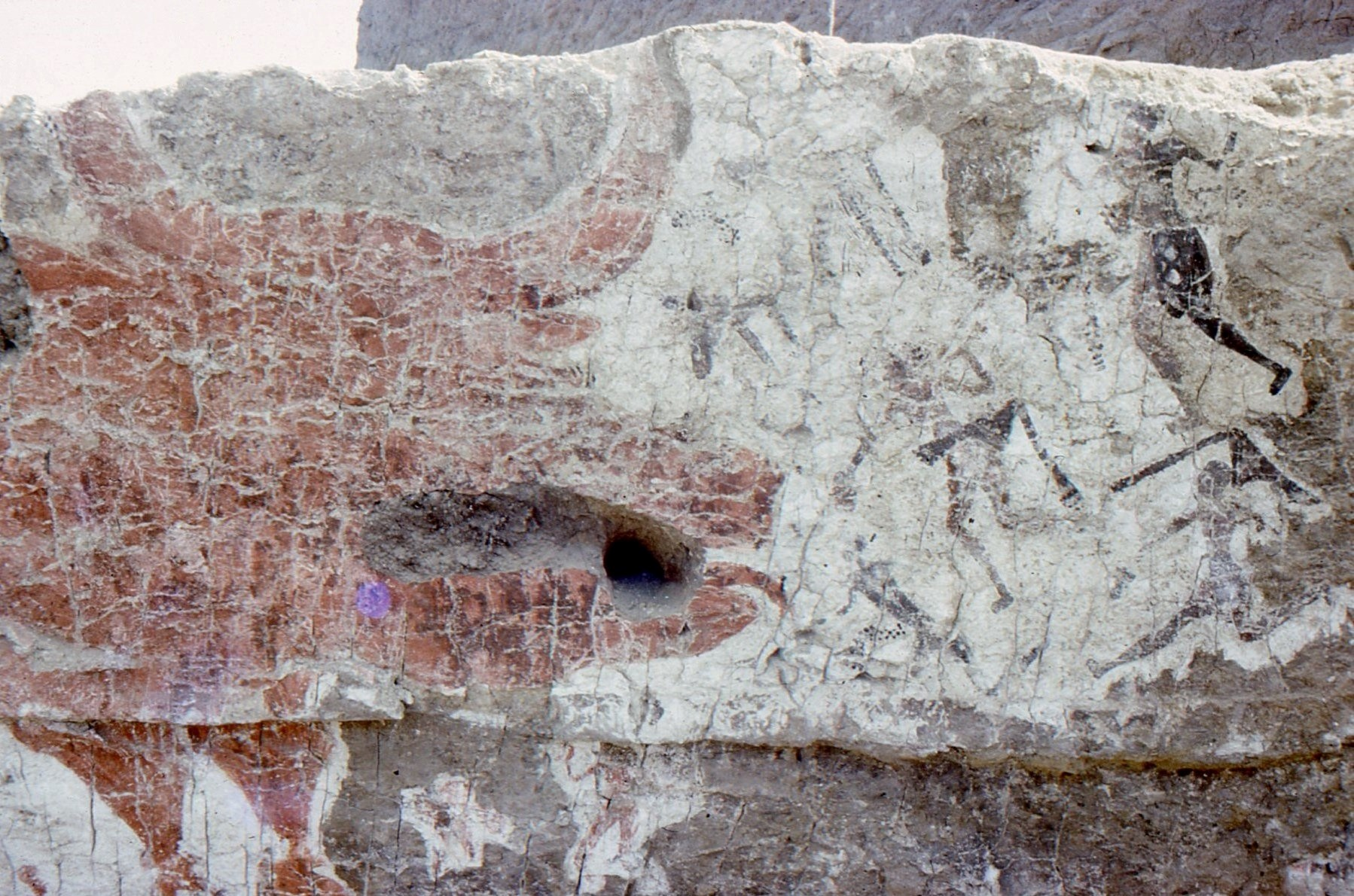
아나톨리아 문명 박물관, 신석기 시대 사냥꾼들이 오록스(Bos primigenius)를 공격하는 모습

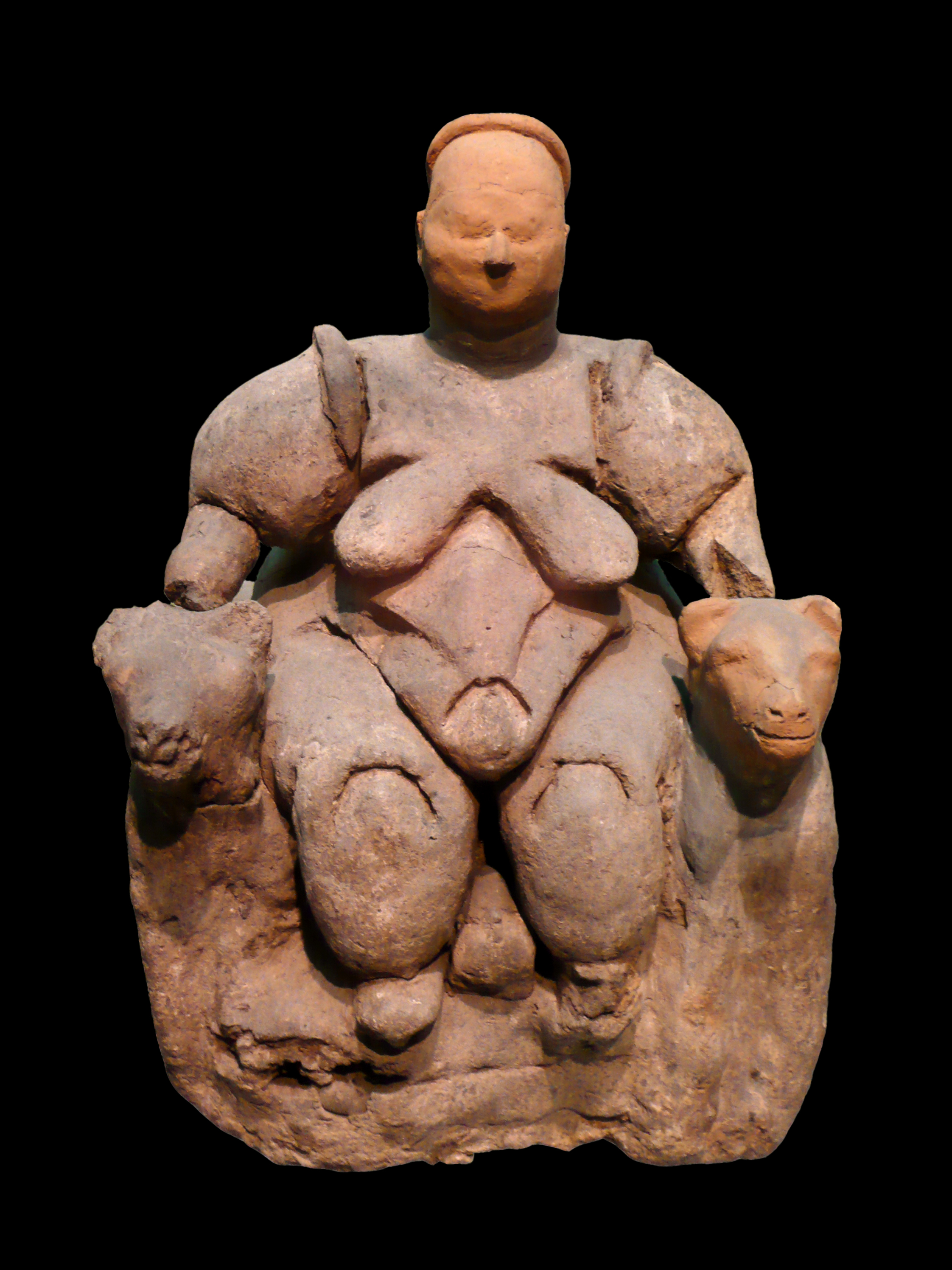
두 암사자 사이에 앉아 있는 여신

차탈회위크의 특징 중 하나는 여성 입상이다. 초기 발굴자인 멜라트는 대리암, 푸른색 및 갈색 석회암, 결정편암, 방해석, 현무암, 알라바스터, 점토로 세심하게 만들어진 이 입상들이 여신을 나타낸다고 주장했다. 남신도 존재했지만, "여신상은 남신상보다 훨씬 많았으며, 남신은 레벨 VI 이후로는 전혀 나타나지 않는 것으로 보인다." 현재까지 18개 층이 식별되었다. 이 입상들은 멜라트가 성지로 여긴 지역에서 주로 발견되었다. 두 암사자 사이에 어좌에 앉아 있는 위엄 있는 여신상은 곡물 저장고에서 발견되었는데, 멜라트는 이것이 수확을 보장하거나 식량 공급을 보호하기 위한 수단이었을 수 있다고 추정한다.
멜라트가 네 시즌 동안 거의 200개의 건물을 발굴한 반면, 현재 발굴자인 이언 호더는 한 시즌 전체를 건물 하나만 발굴하는 데 사용했다. 2004년과 2005년에 호더와 그의 팀은 멜라트가 제시한 패턴이 틀렸다고 믿기 시작했다. 그들은 비슷한 입상 하나를 발견했지만, 대부분은 멜라트가 제시한 어머니 여신 스타일을 모방하지 않았다. 호더는 어머니 여신 문화 대신, 이 유적지가 모권제나 부권제에 대한 증거를 거의 제공하지 않는다고 지적한다.
손이 가슴에 놓여 있고, 복부가 중앙 부분에서 확장되어 있다. 머리가 있어야 할 위쪽에는 구멍이 있는데, 머리는 사라졌다. 입상을 돌려보면 팔이 매우 가늘다는 것을 알 수 있고, 입상 뒤쪽에는 뼈대가 드러나거나 매우 마르고 지친 사람의 뼈대가 묘사되어 있다. 갈비뼈와 척추뼈는 물론 어깨뼈와 주요 골반 뼈도 선명하다. 이 입상은 여러 가지 방식으로 해석될 수 있다. 조상으로 변해가는 여성, 죽음과 관련된 여성, 또는 죽음과 생명이 결합된 존재 등으로. 몸 주위의 선이 갈비뼈가 아닌 천으로 감싸인 것을 나타낼 수도 있다. 구체적인 해석이 어떻든, 이것은 차탈회위크 사회와 이미지의 본질에 대한 우리의 시각을 바꾸게 할 수 있는 독특한 작품이다. 아마도 여성 이미지의 중요성은 어머니와 양육자의 역할만큼이나 죽음과 관련된 여성의 특별한 역할과 관련이 있었을 것이다.

터키데일리뉴스 기사에서 호더는 차탈회위크가 모계 사회가 아니었음을 부인하며 다음과 같이 인용되었다: "그들이 먹고 마시는 것과 그들의 사회적 지위를 보면 남성과 여성이 같은 사회적 지위를 가졌다는 것을 알 수 있습니다. 권력의 균형이 있었습니다. 또 다른 예는 발견된 두개골입니다. 차탈회위크에서 사회적 지위가 매우 중요했다면, 사망 후 몸과 머리가 분리되었습니다. 발굴 과정에서 발견된 여성과 남성 두개골의 수는 거의 같습니다." 또 다른 허리옛 데일리 뉴스 기사에서 호더는 "우리는 남성과 여성이 동등하게 대우받았다는 것을 알게 되었습니다."라고 말했다.
2009년 9월 약 2000개의 입상 발견에 대한 보고서에서 호더는 다음과 같이 인용되었다.
차탈회위크는 1960년대에 체계적인 방식으로 발굴되었지만, 오늘날 우리가 사용할 수 있는 모든 자연 과학 기술을 사용하지는 않았습니다. 1960년대에 이 유적지를 발굴한 제임스 멜라트 경은 이 유적지가 어떻게 조직되고 어떻게 사람들이 살았는지 등에 대한 온갖 아이디어를 제시했습니다... 우리는 1990년대 중반부터 그곳에서 작업을 시작했으며, 이 유적지에 대해 매우 다른 아이디어를 제시하고 있습니다. 가장 명백한 예 중 하나는 차탈회위크가 아마도 어머니 여신의 개념으로 가장 잘 알려져 있다는 것입니다. 그러나 우리의 최근 연구는 실제로 어머니 여신에 대한 증거가 거의 없으며 어떤 종류의 여성 기반 모계 사회에 대한 증거도 거의 없다는 것을 보여주는 경향이 있습니다. 이것은 현대 과학 연구가 무너뜨리고 있는 많은 신화 중 하나일 뿐입니다.

린 메스켈 교수는 원래 발굴에서는 200개의 입상만 발견되었지만, 새로운 발굴에서는 2,000개의 입상이 발견되었고, 대부분이 동물을 묘사하며, 여성 입상은 5% 미만이었다고 설명했다.
에스토니아의 민속학자 우쿠 마싱은 이미 1976년에 차탈회위크가 아마도 수렵 채집 종교였으며 어머니 여신 입상이 여성 신을 나타내지 않았을 것이라고 주장했다. 그는 농업 의례의 상징을 발전시키는 데 더 오랜 시간이 필요했을 수도 있다고 시사했다. 그의 이론은 "차탈회위크 사람들의 신화에 대한 몇 가지 언급"이라는 논문에서 발전되었다.

## 경제
차탈회위크는 평등주의 사회의 강력한 증거를 보여주는데, 지금까지 특징적인 건물(예: 군주나 사제 계층에 속하는)이 발견되지 않았다. 최근 조사에서도 성별에 따른 사회 계층의 차이가 거의 없었으며, 남녀 모두 동등한 영양을 섭취하고 동등한 사회적 지위를 가졌던 것으로 보이며, 이는 일반적으로 구석기 시대 문화에서 발견되는 특징이다. 아이들은 가사 공간을 관찰했다. 그들은 성인들이 조각상, 구슬, 기타 물건을 만드는 것을 보면서 의례를 수행하고 집을 짓거나 수리하는 방법을 배웠다.
차탈회위크의 공간 배치는 사람들 간의 긴밀한 친족 관계 때문일 수 있다. 배치에서 볼 수 있듯이 사람들은 "계곡으로 분리된 마을의 반대편에 사는 두 그룹으로 나뉘어 있었다." 또한, 결혼 상대를 찾을 수 있는 근처 마을이 발견되지 않았기 때문에, "이러한 공간적 분리는 두 개의 상호결혼 친족 그룹을 나타냈을 것이다." 이것은 초기 정착지가 어떻게 그렇게 커질 수 있었는지를 설명하는 데 도움이 될 것이다.

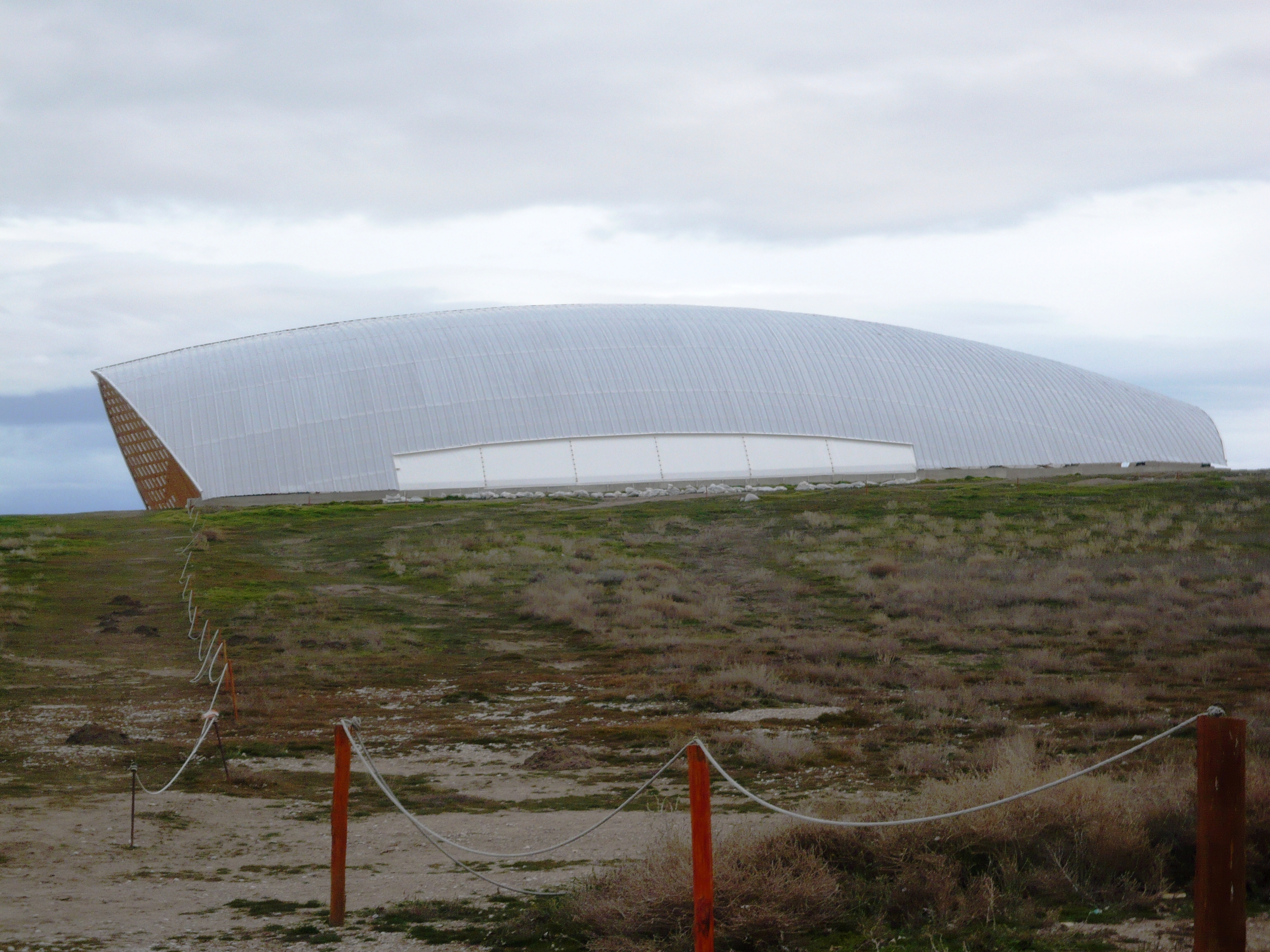
고고학 유적지의 보호 지붕

유적지의 상위층에서는 차탈회위크 사람들이 농업과 동물 가축화 기술을 연마하고 있었음이 분명해진다. 밀과 보리와 같은 곡물을 저장하는 데 사용된 통 안에서 여성 입상들이 발견되었는데, 이 입상들은 곡물을 보호하는 신의 모습으로 추정된다. 완두콩도 재배되었으며, 주변 언덕의 나무에서는 아몬드, 피스타치오, 과일이 수확되었다. 집양이 가축화되었고, 소 가축화의 시작을 시사하는 증거도 있다. 그러나 사냥은 여전히 공동체의 주요 식량원이었다. 도예와 흑요석 도구는 주요 산업이었던 것으로 보이며, 흑요석 도구는 사용되기도 하고 지중해 조개껍질이나 시리아의 부싯돌과 같은 물품과 교환되기도 했을 것이다. 계층 구조와 경제적 불평등의 부재를 지적하며, 역사가이자 반자본주의 작가인 머리 북친은 차탈회위크가 아나코 공산주의의 초기 사례였다고 주장했다.
반대로, 2014년 논문은 차탈회위크의 모습이 더 복잡하며, 요리 도구와 일부 석기 도구는 평등하게 분포된 것처럼 보였지만, 손상되지 않은 맷돌과 저장 시설은 더 불균등하게 분포되어 있었다고 주장한다. 개인 소유물은 존재했지만, 공유 도구도 존재했다. 또한 차탈회위크는 세대 간 부의 이전이 더 커지면서 점차 평등하지 않게 되고 있었다고 시사되었다.

## 박물관
2023년에는 콘야 시청이 건설한 최신식 박물관이 유적지에 문을 열었다. 2024년 10월에는 유적지에 서점과 카페가 추가되었다. 비튀르키예 방문객은 1인당 5유로의 입장료를 지불한다. 수많은 방문객이 작동할 수 있는 정보 키오스크가 있으며, 일부는 튀르키예어뿐만 아니라 영어로도 정보를 제공한다. 90세기 전 사람들이 사용했던 전형적인 주거지의 지하 재건축을 포함하여 다양한 발견의 모든 측면에 대한 완전한 정보가 8개의 방에서 제공된다.

## 같이 보기
- 괴베클리 테페
- 모권제
- 신석기 혁명
- 고유럽
- 이언 호더
- 텔
- 수세식 변소
- 오록스
- 하산산
- 모신
- 모계제
- 부권제
- 평등주의
- 구석기 시대
- 경제적 불평등
- 머리 북친